# Salvatore Guglielmino
Salvatore Giovanni Guglielmino (Vittoria, 1º luglio 1926 – Milano, 21 dicembre 2001) è stato uno storico della letteratura, critico letterario e docente italiano, autore di alcuni manuali scolastici tra cui "Guida al Novecento", ristampato in numerose edizioni tra il 1971 e il 1997.

## Biografia
Salvatore Guglielmino frequenta il Liceo Classico “Rosario Cancellieri” di Vittoria (RG). Iscrittosi nell’autunno del 1945 alla facoltà di Lettere classiche presso l’Università di Padova per poter seguire le lezioni del famoso latinista Concetto Marchesi, l’anno seguente, a seguito di una violenta pleurite, rientra in Sicilia e si iscrive presso l’Università di Palermo, ove nel 1949 si laurea in lettere classiche.
Iniziano così gli anni di insegnamento, costituiti inizialmente da supplenze e lezioni private in Sicilia, durante i quali ha modo di conoscere sia Leonardo Sciascia, con il quale lavorerà in seguito all'opera "Narratori di Sicilia", che Gesualdo Bufalino. Dopo aver vinto il concorso nazionale a cattedra, nel 1954 viene assegnato all’Istituto di Avviamento Professionale di Chiavenna, in provincia di Sondrio. Pochi anni dopo rientra a Vittoria e nel 1960, desideroso di pubblicare i lavori che stava approntando, si trasferisce a Milano; qui entra in contatto dapprima con l’editore di testi scolastici Giuseppe Principato, e successivamente anche con la Casa Editrice Mursia, editori coi quali pubblicherà poi la maggior parte dei propri lavori. Insegna fino al 1984 nei licei milanesi, in particolare al Liceo ginnasio statale Giosuè Carducci.
Da ricordare i rapporti, di amicizia e professionali, con intellettuali attivi in vari campi come Augusto Camera, Emilio Castellani, Vincenzo Consolo, Renato Fabietti; fra i vari interessi culturali da segnalare la particolare attenzione per l'attività teatrale, espressione artistica – secondo Guglielmino- di fondamentale importanza per aprire a problematiche sociali e individuali, sulle quali soffermarsi e riflettere, un pubblico non necessariamente dedito per lavoro o passione all'attività teatrale; possono essere esempi di questo interesse i testi focalizzati sul teatro in diversi momenti storici presenti nella collana La ricerca storico-letteraria, da lui diretta per l'editore Principato (oltre a Leggere narrativa).
Infine, si devono menzionare anche due brevi ma significativi momenti di partecipazione politica, intesa come un vero e proprio dovere civile: nei primi anni sessanta presso la segreteria del Partito Socialista Italiano di Sesto S.Giovanni (MI), nei primi anni novanta nel movimento politico “La Rete”.
Il Comune di Milano nel 2000 conferisce l'Ambrogino d'oro.
Salvatore Guglielmino muore a Milano nel dicembre 2001; il Corriere della Sera lo ricorda con l'articolo "Addio a Guglielmino, ha portato il Novecento sui banchi",. Negli ultimi anni della sua vita Guglielmino è consapevole che il mondo, ed anche la letteratura, stanno cambiando profondamente grazie alla possibilità di acquisire cognizioni, collegamenti e approfondimenti tramite le tecniche informatiche, ma ciò nonostante mantiene la convinzione che i libri continuino ad avere la loro insostituibile funzione.
È noto soprattutto per i suoi manuali scolastici "Guida al Novecento" dedicato alla letteratura italiana del XX secolo, e “Il sistema letterario”, ponderosa opera in cinque volumi.

## Opere
Nel capoluogo lombardo, dove trova opportunità professionali e sollecitazioni culturali, alterna la preparazione di manuali per le scuole a traduzioni, curatele e direzione di collane.

### Manuali Scolastici
- “Armi ed eroi”, Principato, 1963[14]
- “La Bussola”, Principato, 1968[15], in collaborazione con Virgilio Lavore
- “Guida al Novecento”, Principato, 1971[16][17][18]. Riedita nel 1998 con significative innovazioni[19][20], ISBN 8841613335
- “Civiltà letterarie straniere”, Zanichelli, 1976[21][22], ISBN 9788808023902
- “Guida alla Lettura“, Principato, 1981, in collaborazione con Tommasina Scarduelli, ISBN 8841613327
- “Il sistema letterario. Guida alla storia letteraria e all'analisi testuale, “Principato, 1987-1990[23], in collaborazione con Hermann Grosser, ISBN 9788841613528

### Opere non destinate alla scuola
- “Narratori di Sicilia”, Mursia, 1967[24], redatta in collaborazione con Leonardo Sciascia[25], ISBN 9788842509677

### Traduzioni
- Alphonse Daudet,  "Trilogia di Tartarino”, D'Anna, 1966
- Lucio Anneo Seneca, “I Benefici”, Zanichelli, 1967
- Alphonse Daudet, “Tartarino di Tarascona” , Mursia, 1970
- Lucio Anneo Seneca, "Alla madre", Sellerio, 1997[26], ISBN 9788838913372

### Curatele
- Giovanni Verga, I Malavoglia, Principato, 1985,
- Luigi Pirandello, L'umorismo, Mondadori, 1986 ISBN 9788804496632
- Giovanni Verga, Mastro Don Gesualdo, Mursia, 1995, ISBN 9788842501169